# Medvědí Skála
Medvědí Skála är ett berg i Tjeckien. Det ligger i den nordvästra delen av landet, 90 km nordväst om huvudstaden Prag. Toppen på Medvědí Skála är 924 meter över havet, eller 134 meter över den omgivande terrängen. Bredden vid basen är 9,8 km.
Terrängen runt Medvědí Skála är huvudsakligen kuperad, men västerut är den platt.Runt Medvědí Skála är det ganska tätbefolkat, med 120 invånare per kvadratkilometer. Närmaste större samhälle är Most, 14,2 km sydost om Medvědí Skála. I omgivningarna runt Medvědí Skála växer i huvudsak blandskog.